# Liste der Kulturdenkmäler in Langweiler (bei Idar-Oberstein)
In der Liste der Kulturdenkmäler in Langweiler sind alle Kulturdenkmäler der rheinland-pfälzischen Ortsgemeinde Langweiler aufgeführt. Grundlage ist die Denkmalliste des Landes Rheinland-Pfalz (Stand: 12. Juni 2023).

## Einzeldenkmäler
| Bezeichnung                          | Lage                    | Baujahr | Beschreibung                                                                                | Bild                           |
| ------------------------------------ | ----------------------- | ------- | ------------------------------------------------------------------------------------------- | ------------------------------ |
| Katholische Pfarrkirche St. Nicetius | Kirchstraße 23 Lage     | 1856    | Saalbau mit Dachreiter, 1856                                                                | weitere Bilder Fotos hochladen |
| Kriegerdenkmal                       | nördlich des Ortes Lage | 1921–31 | Kriegerdenkmal; Terrassen, Treppe, kleine Kapelle, 1921–31, Entwurf Pastor Nikolaus Philipp | weitere Bilder Fotos hochladen |